# Héctor Herrera (football)
Pour les articles homonymes, voir Héctor Herrera et Herrera.
Héctor Miguel Herrera López, plus communément appelé Héctor Herrera, né le 19 avril 1990 à Tijuana, est un footballeur international mexicain qui joue au poste de milieu central au Deportivo Toluca.

## Biographie

### Parcours en club

#### Suite en MLS
En fin de contrat avec l'Atlético de Madrid à l'été 2022, il signe un pré-contrat avec le Dynamo de Houston, franchise de Major League Soccer, le 2 mars 2022, pour rejoindre l'équipe texane au mois de juillet suivant.

### Parcours en sélection
International mexicain évoluant initialement à CF Pachuca et repéré par les agents scout du FC Porto lors du tournoi de Toulon en 2012 avec les jeunes de la sélection du Mexique. Il a participé à la Coupe du monde 2014 au Brésil, éliminé en huitièmes de finale contre les Pays-Bas le 29 juin 2014 malgré une prestation remarquable.
Le 14 novembre 2022, il est sélectionné par Gerardo Martino pour participer à la Coupe du monde 2022.

## Statistiques
| Saison                | Club                  | Championnat           | Championnat | Championnat | Championnat | Coupe nationale | Coupe nationale | Coupe nationale | Coupe de la Ligue | Coupe de la Ligue | Coupe de la Ligue | Supercoupe | Supercoupe | Supercoupe | Compétition(s) continentale(s) | Compétition(s) continentale(s) | Compétition(s) continentale(s) | Compétition(s) continentale(s) | Total | Total | Total |
| Saison                | Club                  | Division              | M.          | B.          | P.d.        | M.              | B.              | P.d.            | M.                | B.                | P.d.              | M.         | B.         | P.d.       | Comp.                          | M.                             | B.                             | P.d.                           | M.    | B.    | P.d.  |
| 2013-2014             | FC Porto B            | Segunda Liga          | 8           | 0           | 0           | -               | -               | -               | -                 | -                 | -                 | -          | -          | -          | -                              | -                              | -                              | -                              | 8     | 0     | 0     |
| 2013-2014             | FC Porto              | Liga NOS              | 17          | 3           | 1           | 4               | 0               | 2               | 2                 | 0                 | 0                 | -          | -          | -          | C1+C3                          | 3+5                            | 0                              | 0                              | 31    | 3     | 3     |
| 2014-2015             | FC Porto              | Liga NOS              | 33          | 3           | 7           | 1               | 0               | 0               | 1                 | 0                 | 0                 | -          | -          | -          | C1                             | 11                             | 4                              | 4                              | 46    | 7     | 11    |
| 2015-2016             | FC Porto              | Liga NOS              | 29          | 9           | 4           | 3               | 0               | 1               | -                 | -                 | -                 | -          | -          | -          | C1+C3                          | 4+2                            | 0                              | 0                              | 38    | 9     | 5     |
| 2016-2017             | FC Porto              | Liga NOS              | 23          | 2           | 3           | 1               | 0               | 0               | 3                 | 0                 | 1                 | -          | -          | -          | C1                             | 8                              | 0                              | 2                              | 35    | 2     | 6     |
| 2017-2018             | FC Porto              | Liga NOS              | 29          | 3           | 5           | 4               | 1               | 0               | 3                 | 0                 | 1                 | -          | -          | -          | C1                             | 6                              | 1                              | 1                              | 42    | 5     | 7     |
| 2018-2019             | FC Porto              | Liga NOS              | 33          | 6           | 0           | 6               | 1               | 2               | 4                 | 0                 | 0                 | 1          | 0          | 0          | C1                             | 9                              | 2                              | 1                              | 53    | 9     | 3     |
| Sous-total            | Sous-total            | Sous-total            | 164         | 26          | 20          | 19              | 2               | 5               | 13                | 0                 | 2                 | 1          | 0          | 0          | -                              | 48                             | 7                              | 8                              | 245   | 35    | 35    |
| 2019-2020             | Atlético Madrid       | Liga                  | 21          | 0           | 2           | 1               | 0               | 0               | -                 | -                 | -                 | 2          | 0          | 0          | C1                             | 6                              | 1                              | 0                              | 30    | 1     | 2     |
| 2020-2021             | Atlético Madrid       | Liga                  | 16          | 0           | 1           | -               | -               | -               | -                 | -                 | -                 | -          | -          | -          | C1                             | 5                              | 0                              | 1                              | 21    | 0     | 2     |
| 2021-2022             | Atlético Madrid       | Liga                  | 21          | 0           | 0           | 1               | 0               | 0               | -                 | -                 | -                 | 1          | 0          | 0          | C1                             | 4                              | 0                              | 0                              | 27    | 0     | 0     |
| Sous-total            | Sous-total            | Sous-total            | 58          | 0           | 3           | 2               | 0               | 0               | -                 | -                 | -                 | 3          | 0          | 0          | -                              | 15                             | 1                              | 1                              | 78    | 1     | 4     |
| 2022                  | Dynamo de Houston     | MLS                   | 10          | 0           | 1           | -               | -               | -               | -                 | -                 | -                 | -          | -          | -          | -                              | -                              | -                              | -                              | 10    | 0     | 1     |
| 2023                  | Dynamo de Houston     | MLS                   | 6           | 2           | 1           | 0               | 0               | 0               | -                 | -                 | -                 | -          | -          | -          | LCup                           | 0                              | 0                              | 0                              | 6     | 2     | 1     |
| Sous-total            | Sous-total            | Sous-total            | 16          | 2           | 2           | 0               | 0               | 0               | -                 | -                 | -                 | -          | -          | -          | -                              | 0                              | 0                              | 0                              | 16    | 2     | 2     |
| Total sur la carrière | Total sur la carrière | Total sur la carrière | 246         | 28          | 25          | 21              | 2               | 5               | 13                | 0                 | 2                 | 4          | 0          | 0          | -                              | 63                             | 8                              | 9                              | 347   | 38    | 41    |

## Palmarès

### En club (4)
FC Porto
- Champion du Portugal en 2018
- Vainqueur de la Supercoupe du Portugal en 2013 et 2018
- Finaliste de la Coupe du Portugal en 2016

 Atlético de Madrid
- Champion d'Espagne en 2021
- Finaliste du la Supercoupe d'Espagne en 2020

### En équipe nationale (4)
Équipe du Mexique olympique
- Vainqueur du Tournoi de Toulon en 2012
- Vainqueur du Tournoi masculin de football aux Jeux olympiques d'été de 2012
- Vainqueur du Tournoi pré-olympique de la CONCACAF en 2012

 Mexique
- Vainqueur de la Gold Cup en 2015
- Finaliste de la Gold Cup en 2021

## Distinctions personnelles

### En club
FC Porto
- Joueur du FC Porto de l'année : 2015
- Membre de l'équipe type du Championnat Portugais en 2018 et 2019
- Plus beau but du Championnat Portugais en 2018

### En sélection nationale
Équipe du Mexique olympique
- Meilleur joueur du Tournoi de Toulon en 2012

 Mexique
- Meilleur joueur de la Gold Cup en 2021
- Meilleur passeur de la Coupe des confédérations en 2017
- Membre de l'équipe type de la CONCACAF en 2017 et 2018
- Membre de l'équipe type de la CONCACAF IFFHIS en 2020